# Nederlandse Omroep Stichting
A Fundação Neerlandesa de Radiodifusão (Nederlandse Omroep Stichting) é uma rede de rádio e televisão pública da Holanda. É membro ativo da União Europeia de Radiodifusão (EBU) e foi responsável pela presença do seu país na Eurovisão até 2009.

## História

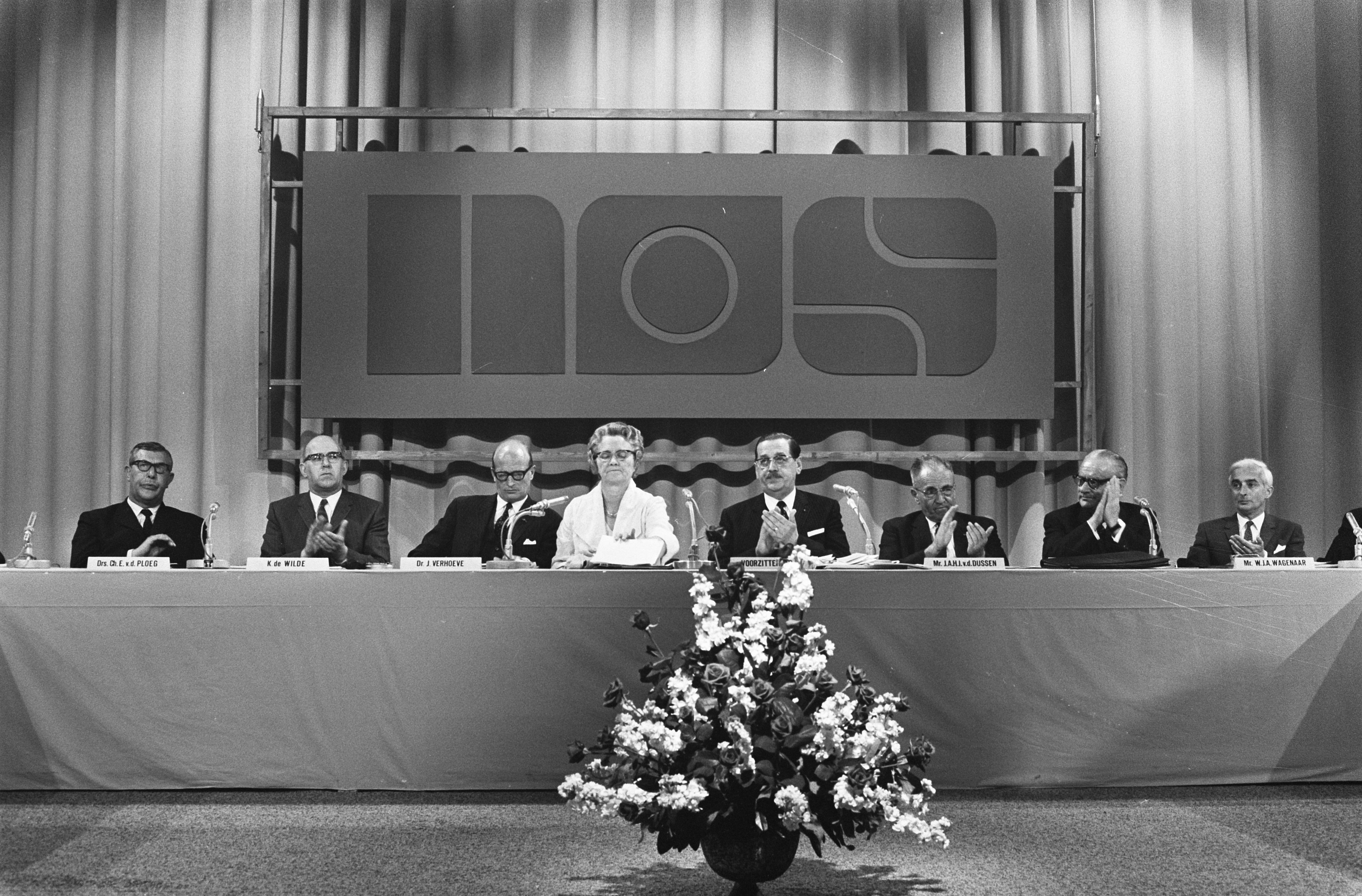
O logótipo anterior da NOS, utilizado de 29 de maio de 1969 a 16 de dezembro de 2005.

### Uniões e Fundações (1947-1969)
A União de Rádio da Holanda (NRU) foi criada em 1947. Depois de várias tentativas mal sucedidas de criar um sistema público de radiodifusão e uma conexão com uma estação nacional, a NRU foi criada como uma associação de associações de radiodifusão. As associações eram responsáveis pela sua própria produção, mas os estúdios, orquestras e instalações externas de transmissão eram administrados pela NRU. As rádios semanais também faziam parte da NRU e seriam transmitidas até 1986. A NRU tornou-se o membro holandês fundador da União Europeia de Radiodifusão em 1950.
Enquanto isso, o serviço de televisão holandês (NTS) foi criado em 1951, dois anos após o regresso da televisão pública pelas ondas de rádio. A NTS formou uma organização semelhante à NRU, onde as instalações de disseminação e transmissão foram fornecidas às associações membros para a entrega do programa.
Foi apenas em 1956 que a NTS publicou estreou o seu primeiro programa, um programa informativo chamado "NTS Journaal". Em seguida veio um programa desportivo intitulado "Sport in Beeld" (Desportos Ilustrados) em 1959, e em 1967, "Langs de Lijn" (Ao longo da linha), uma produção conjunta de várias associações de radiodifusão.

### O nascimento da NOS (1969-1995)
Uma nova lei de media foi promulgada em 1967, fundindo a União de Rádio Holandesa e a Fundação de Televisão Holandesa. A nova organização, a Nederlandse Omroep Stichting, foi criada a 29 de maio de 1969. A NOS, como os seus antecessores, era responsável pela coordenação de todo o sistema público de radiodifusão, como fornecer notícias e boletins desportivos. Também herdou as instalações técnicas e de produção necessárias para a criação e transmissão de programas de rádio e televisão. Todos os membros da emissora NRU e NTS tornaram-se membros da NOS.
A 2 de maio de 1977, um engenheiro de som atacou o noticiário da televisão. Os telespetadores insatisfeitos pediram a todas as emissoras que resolvessem a situação.
A 1 de Abril de 1980, a NOS lançou o seu serviço de teletexto como parte do fornecimento de notícias e informação. O teletexto foi experimentado pela primeira vez em 1977. Em 1981, por ocasião do 25º aniversário, a NOS transmitiu o seu primeiro boletim de notícias de televisão para jovens, intitulado  Jeugdjournaal  '.
A Lei de Media de 1988 resultou em várias mudanças na NOS e no sistema de transmissão. O departamento de serviços, composto pelas instalações técnicas, de transmissão e transmissão da NOS, foi privatizado, forçando as associações de radiodifusão a pagar pelo uso dessas instalações. A empresa holandesa de produção audiovisual (NOB) consiste dessas instalações, principalmente baseadas no Media Park, em Hilversum. O Media Act também exigia que os membros das associações de radiodifusão ocupassem posições no conselho de administração da NOS. Uma nova comissão do governo supervisionou o conteúdo e questões financeiras, bem como a admissão de novas associações de radiodifusão em potencial.

### A divisão da NOS (1995–2007)
Em 1995, foi promulgada outra lei sobre os meios de comunicação, que reduziu consideravelmente as tarefas de radiodifusão da NOS, com a criação do "Nederlandse Programma Stichting" ("Serviço de Programação Holandesa"). A NPS assumiu as tarefas de programação da NOS para cultura, arte, crianças, educação e minorias étnicas, enquanto a NOS se concentrou em eventos informativos, desportivos e em direto.
Um novo conselho de supervisão substituiu o conselho de administração em 1998. A gestão anterior foi substituída por um conselho de três membros, que agora é responsável por desenvolver estratégias e assumir a responsabilidade por todas as atividades públicas. Coordenadores de programação foram nomeados para cada rede de televisão e rádio e as identidades de canal foram criadas, substituindo em grande parte as várias apresentações em direto dos radiodifusores. As associações de radiodifusão também têm alguma contribuição através do conselho de supervisão.
Em 2002, o elemento coordenador do sistema público de radiodifusão, administrado pela NOS, foi clarificado com a criação de uma organização não-governamental, "Publieke Omroep" ("radiodifusão pública"). A reorganização resultou na libertação da NOS do sistema público de radiodifusão, que se tornou um membro neutro da NPO, e então começou a reorganizar-se.

### Um novo visual (2005 – presente)

O atual logótipo da NOS foi criado pela Lambie-Nairn e foi oficialmente apresentado a 17 de dezembro de 2005.

Em 2005, a organização obteve uma nova identidade visual. O logo anterior da NOS estava em uso há 36 anos e continha as iniciais minúsculas da empresa, com ângulos arredondados e obtusos. O novo logótipo foi desenhado por designers gráficos [Lambie-Nairn]], com um novo  idents para os seus programas de televisão. A fonte utilizada foi  Gotham.
As suas atividades de recolha de informação também mudaram, com a fusão dos departamentos de informação para rádio, televisão e Internet e a sua reorganização em várias secções (NOS, NOS News, NOS Sports, com NOS Events adicionados em 2009) .
Um anúncio feito pelo Ministro da Educação em 2007 confirmou uma nova divisão da NOS. O grupo de coordenação Publieke Omroep, gerido pela NOS, deveria ser legalmente separado e renomeado Nederlandse Publieke Omroep (Netherlands Public Broadcasting). Esta iniciativa destinava-se a garantir que a NOS opera nas mesmas condições que as suas outras associações de radiodifusão, ao mesmo tempo que transfere a adesão à União Europeia de Radiodifusão.
Em 2009, a NOS tornou-se totalmente independente e passou a ter o seu próprio conselho de administração.
Desde 2012, o NOS tem um novo estilo e um novo layout e, para alguns programas, outros títulos. A mudança mais importante é visível nos NOS Journals às 8 da manhã (tradicionalmente a mais assistida e por isso a notícia mais importante da NOS), onde adotaram a apresentação permanente.
A 18 de maio de 2019, após a vitória do neerlandês Duncan Laurence no Festival Eurovisão da Canção 2019, foi anunciado que a NOS, em conjunto, com a AVROTROS e a NPO, iria coproduzir o festival em 2020. Contudo, devido à pandemia de Covid-19, a edição de 2020 acabou por ser cancelada e os Países Baixos receberam a edição de 2021, realizada em Roterdã (a cidade também escolhida para 2020).